# 桂慶治朗
桂 慶治朗（かつら けいじろう、1984年4月24日 - ）は、日本の落語家。本名は佐々木 慶喜（ささき よしき）。上方落語協会会員、米朝事務所所属。

## 来歴･人物
大阪府大阪市生野区出身。血液型はO型。2011年、甲南大学文学部人間科学科卒業。
2012年5月19日に五代目桂米團治に入門、同年10月 尼崎落語勉強会にて初舞台。

## 受賞歴
- 2023年11月 - 令和5年度NHK新人落語大賞（演目は『いらち俥』）[1][2]

## 出演

### テレビ
- 林家正蔵の演芸図鑑（NHK総合、2024年2月25日）[3]- 「いらち俥」

### 舞台
- 藤山寛美三十三回忌追善喜劇特別公演「大阪ぎらい物語」（南座、2022年5月）